# كييتا غوتو
كييتا غوتو (باليابانية: 後藤 圭太) (8 سبتمبر 1986 في إيباراكي في اليابان – )؛ هو لاعب كرة قدم ياباني سابق كان يلعب كمدافع.

## وصلات خارجية
- كييتا غوتو على موقع رابطة كرة القدم اليابانية للمحترفين (اليابانية)
- كييتا غوتو على موقع قاعدة بيانات كرة القدم.إي يو (الإنجليزية)
- كييتا غوتو على موقع Soccerway.com (الإنجليزية)
- كييتا غوتو على موقع عالم كرة القدم.نت (الإنجليزية)